# Chăm sóc da

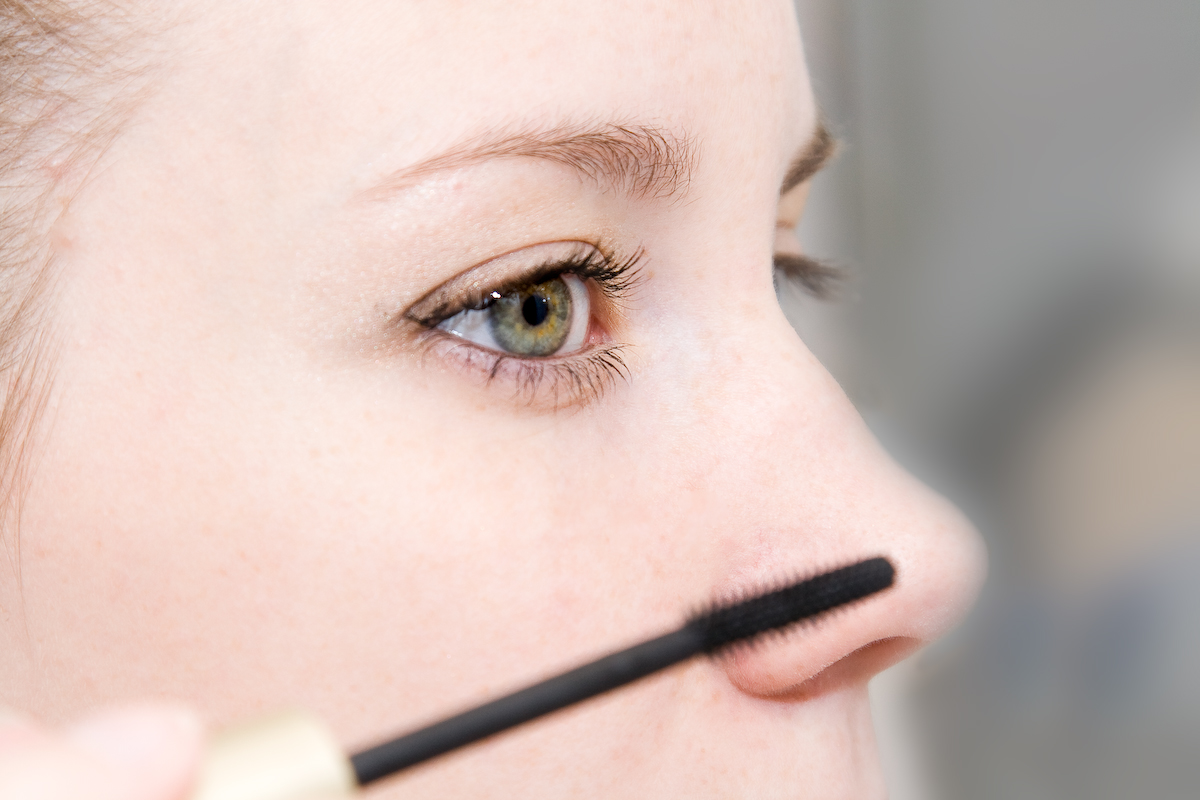
Mỹ phẩm chăm sóc da

Chăm sóc da bằng kem

Chăm sóc da (Skin care) hay còn gọi là Dưỡng da là một loạt các phương pháp hỗ trợ bảo vệ làn da, cải thiện vẻ ngoài của da và làm giảm các tình trạng da, các biện pháp chăm sóc da có thể bao gồm tăng cường chế độ dinh dưỡng, bổ sung dưỡng chất cho da, tránh tiếp xúc quá nhiều với ánh nắng mặt trời và sử dụng chất làm mềm da phù hợp. Các phương pháp cải thiện vẻ ngoài bao gồm sử dụng mỹ phẩm, botulinum, tẩy da chết, tiêm chất làm đầy, tái tạo bề mặt bằng laser, vi kim mài mòn, lột da, liệu pháp retinol và điều trị da bằng sóng siêu âm Chăm sóc da là một quy trình hàng ngày thường xuyên trong nhiều trường hợp, chẳng hạn như da quá khô hoặc quá ẩm, và phòng ngừa viêm da và phòng ngừa tổn thương da. Chăm sóc da là một phần của quá trình điều trị chữa lành vết thương, xạ trị và một số loại thuốc.

## Đại cương

Tẩy trang da mặt

Chăm sóc da là đối tượng của mỹ phẩm và da liễu. Đạo luật Thực phẩm, Dược phẩm và Mỹ phẩm Liên bang của Hoa Kỳ định nghĩa mỹ phẩm là những sản phẩm có mục đích làm sạch hoặc làm đẹp (ví dụ như dầu gội và son môi). Một danh mục riêng dành cho thuốc men, có mục đích chẩn đoán, chữa khỏi, làm giảm triệu chứng, điều trị hoặc ngăn ngừa bệnh tật, hoặc ảnh hưởng đến cấu trúc hoặc chức năng của cơ thể (ví dụ như kem chống nắng và kem trị mụn), mặc dù một số sản phẩm, chẳng hạn như kem chống nắng dưỡng ẩm và dầu gội trị gàu, được quản lý trong cả hai loại danh mục. Chăm sóc da khác với da liễu ở chỗ nó bao gồm những người thực hiện không phải là bác sĩ, chẳng hạn như chuyên gia thẩm mỹ và nhân viên điều dưỡng chăm sóc vết thương. Chăm sóc da bao gồm việc thay đổi hành vi, thói quen cá nhân và điều kiện môi trường sống và môi trường làm việc.
Chăm sóc da mặt (Facial care) là một quá trình toàn diện bao gồm việc kết hợp sử dụng nhiều sản phẩm và quy trình khác nhau nhằm duy trì sức khỏe, vẻ ngoài và sự sáng rạng của làn da. Hiệu quả của chế độ chăm sóc da mặt phụ thuộc vào nhiều yếu tố như loại da, độ nhạy cảm, độ tuổi, tình trạng tăng sắc tố da và mụn trứng cá. Để đạt được kết quả tốt nhất khi chăm sóc da mặt thì điều quan trọng là phải chọn những sản phẩm phù hợp với loại da cụ thể của bạn và giải quyết mọi vấn đề cụ thể về da mà bạn có thể gặp phải. Có nhiều hình thức điều trị và thực hành chăm sóc da khác nhau, mỗi phương pháp đều mang lại lợi ích riêng cho làn da. Một số hình thức chăm sóc da mặt phổ biến bao gồm xông hơi mặt, mát-xa (massage) mặt và sử dụng mặt nạ. Các phương pháp điều trị này có thể giúp làm sạch, cấp ẩm và trẻ hóa làn da, giúp da trông và cảm thấy tươi mới. Làm sạch là quá trình loại bỏ bụi bẩn, dầu, nhờn nhầy, lớp trang điểm và các tạp chất khác khỏi da.
Sữa rửa mặt tạo bọt, một loại sữa rửa mặt thông thường, tạo bọt khi sử dụng, nhờ vào mức chất hoạt động bề mặt cao hơn CMC. Những chất làm sạch này chứa chất hoạt động bề mặt có chuỗi kỵ nước ngắn, cho phép tạo bọt nhanh hơn và nhiều hơn. Hầu hết các chất làm sạch tạo bọt trên thị trường đều sử dụng chất hoạt động bề mặt tổng hợp được thiết kế để nhẹ nhàng với da, giảm tổn thương da so với chất hoạt động bề mặt có nguồn gốc tự nhiên. Tuy nhiên, chúng có thể kém hiệu quả hơn trong việc loại bỏ lớp trang điểm hòa tan trong dầu. Chất làm sạch tạo bọt dạng lỏng làm sạch thông qua quá trình nhũ hóa hóa học, làm lơ lửng hoặc nhũ hóa bụi bẩn và dầu, do đó cho phép chúng được loại bỏ khỏi da trong quá trình rửa sạch. Sữa rửa mặt tạo bọt tẩy tế bào chết được sử dụng để làm sạch và tẩy tế bào chết cho da hai lần mỗi ngày, vào buổi sáng và buổi tối. Sữa rửa mặt cung cấp khả năng tẩy tế bào chết ngay lập tức và nhẹ nhàng trong công thức thân thiện với độ pH để làm sạch nhẹ nhàng nhưng hiệu quả.
Chăm sóc da tự nhiên (Natural skin care) là việc sử dụng các loại kem và thuốc bôi ngoài da được làm từ các thành phần có sẵn trong thiên nhiên. Phần lớn các bài đánh giá tài liệu gần đây về các thành phần có nguồn gốc từ thực vật, có thể bao gồm thảo mộc, rễ, hoa và tinh dầu, nhưng các chất tự nhiên trong các sản phẩm chăm sóc da bao gồm các sản phẩm có nguồn gốc từ động vật như sáp ong và khoáng chất. Các chất này có thể được kết hợp với nhiều chất mang, chất bảo quản, chất hoạt động bề mặt, chất làm ẩm và chất nhũ hóa Không có định nghĩa pháp lý nào ở Hoa Kỳ cho các thuật ngữ quảng cáo "tự nhiên" hoặc "hữu cơ" khi áp dụng cho các sản phẩm chăm sóc cá nhân. Người tiêu dùng thường ưa chuộng các sản phẩm chăm sóc da có thành phần hữu cơ và tự nhiên. Thị trường chăm sóc da cá nhân dựa trên các sản phẩm tự nhiên đã cho thấy sự tăng trưởng mạnh mẽ Các nghiên cứu lâm sàng và trong phòng thí nghiệm đã xác định các hoạt động trong nhiều thành phần tự nhiên có khả năng mang lại lợi ích cho việc chăm sóc da cá nhân nhưng thiếu bằng chứng thuyết phục về hiệu quả của sản phẩm tự nhiên trong các vấn đề y tế. Một số sản phẩm và liệu pháp tự nhiên có thể gây hại cho da hoặc toàn thân. Những người dễ bị dị ứng nên chú ý cẩn thận đến những gì họ sử dụng trên da. Các bác sĩ da liễu có thể cảm thấy rằng có đủ bằng chứng khoa học để hỗ trợ việc lựa chọn hoặc tránh các thành phần tự nhiên cụ thể.